# Campionati europei di atletica leggera 2012 - Lancio del martello maschile
Il lancio del martello maschile ai campionati europei di atletica leggera 2012 si è svolto il 28 e 30 giugno 2012 all'Olympiastadion di Helsinki.

## Podio
| Pos.    | Atleta            | Nazionalità |
| ------- | ----------------- | ----------- |
| Oro     | Krisztián Pars    | Ungheria    |
| Argento | Aleksey Zagornyi  | Russia      |
| Bronzo  | Szymon Ziółkowski | Polonia     |

## Programma
| Data           | Ora   | Turno          |
| -------------- | ----- | -------------- |
| 28 giugno 2012 | 13:55 | Qualificazioni |
| 30 giugno 2012 | 21:05 | Finale         |

## Risultati

### Qualificazioni
Qualificazione: Accedono alla finale gli atleti che ottengono la misura di 77,50 metri (Q) o le prime 12 migliori misure (q).
| Class | Gruppo | Atleta                   | Nazione       | #1    | #2    | #3    | Risultato | Note  |
| ----- | ------ | ------------------------ | ------------- | ----- | ----- | ----- | --------- | ----- |
| 1     | A      | Krisztián Pars           | Ungheria      | 77.16 | x     | 78.09 | 78.09     | Q     |
| 2     | B      | Nicola Vizzoni           | Italia        | 73.99 | 76.42 | 74.18 | 76.42     | q, SB |
| 3     | B      | Oleksiy Sokyrskyy        | Ucraina       | 75.35 | x     | 72.56 | 75.35     | q     |
| 4     | A      | Olli-Pekka Karjalainen   | Finlandia     | 74.54 | x     | x     | 74.54     | q     |
| 5     | B      | Pavel Kryvitski          | Bielorussia   | 70.78 | x     | 74.39 | 74.39     | q     |
| 6     | B      | Markus Esser             | Germania      | 74.04 | 73.42 | x     | 74.04     | q     |
| 7     | A      | Aleksey Zagornyi         | Russia        | 72.10 | 73.55 | 74.00 | 74.00     | q     |
| 8     | A      | Marcel Lomnický          | Slovacchia    | 73.84 | 73.32 | x     | 73.84     | q     |
| 9     | B      | Szymon Ziółkowski        | Polonia       | 72.05 | x     | 73.74 | 73.74     | q     |
| 10    | A      | Jérôme Bortoluzzi        | Francia       | 70.29 | 73.46 | x     | 73.46     | q     |
| 11    | B      | Valeriy Sviatokha        | Bielorussia   | 73.01 | x     | 70.48 | 73.01     | q     |
| 12    | A      | Mattias Jons             | Svezia        | 71.56 | 72.85 | x     | 72.85     | q     |
| 13    | A      | Nicolas Figère           | Francia       | 72.84 | 71.17 | x     | 72.84     |       |
| 14    | A      | Eivind Henriksen         | Norvegia      | 72.54 | x     | 71.49 | 72.54     |       |
| 15    | A      | Lorenzo Povegliano       | Italia        | x     | 72.47 | x     | 72.47     |       |
| 16    | B      | Kristóf Németh           | Ungheria      | 69.42 | 71.23 | 72.46 | 72.46     |       |
| 17    | A      | Yury Shayunou            | Bielorussia   | x     | 72.18 | 72.07 | 72.18     |       |
| 18    | B      | Anatoliy Pozdnyakov      | Russia        | 69.08 | 67.84 | 71.79 | 71.79     |       |
| 19    | A      | Andriy Martynyuk         | Ucraina       | 71.48 | 68.39 | 71.69 | 71.69     |       |
| 20    | B      | Tuomas Seppänen          | Finlandia     | 69.84 | 70.47 | 71.15 | 71.15     |       |
| 21    | A      | Marco Lingua             | Italia        | x     | 70.81 | 71.07 | 71.07     |       |
| 22    | B      | Javier Cienfuegos        | Spagna        | x     | 70.91 | x     | 70.91     |       |
| 23    | B      | Igors Sokolovs           | Lettonia      | 69.77 | x     | 70.80 | 70.80     |       |
| 24    | B      | Quentin Bigot            | Francia       | 68.36 | x     | 70.78 | 70.78     |       |
| 25    | B      | Mark Dry                 | Gran Bretagna | 69.32 | x     | 70.27 | 70.27     |       |
| 26    | B      | Libor Charfreitag        | Slovacchia    | x     | 69.65 | x     | 69.65     |       |
| 27    | A      | Andraš Haklić            | Croazia       | 69.31 | x     | x     | 69.31     |       |
| 28    | B      | Lukáš Melich             | Rep. Ceca     | x     | 68.92 | x     | 68.92     |       |
| 29    | A      | Konstantinos Stathelakos | Cipro         | 68.07 | 67.30 | 68.20 | 68.20     |       |
| 30    | A      | Dorian Collaku           | Albania       | 59.44 | 59.92 | x     | 59.92     |       |
| nm    | A      | David Söderberg          | Finlandia     | x     | x     | x     | nm        |       |

### Finale
| Class   | Atleta                 | Nazione     | #1    | #2    | #3    | #4    | #5    | #6    | Risultato | Note |
| ------- | ---------------------- | ----------- | ----- | ----- | ----- | ----- | ----- | ----- | --------- | ---- |
| Oro     | Krisztián Pars         | Ungheria    | 78.57 | 79.40 | x     | 79.72 | 79.46 | 77.47 | 79.72     |      |
| Argento | Aleksey Zagornyi       | Russia      | 74.97 | 76.51 | x     | x     | 75.92 | 77.40 | 77.40     |      |
| Bronzo  | Szymon Ziółkowski      | Polonia     | 76.44 | x     | x     | x     | 74.31 | 76.67 | 76.67     |      |
| 4       | Valeriy Sviatokha      | Bielorussia | 75.83 | x     | x     | 73.34 | 73.15 | 75.07 | 75.83     |      |
| 5       | Nicola Vizzoni         | Italia      | 75.13 | 74.77 | 74.22 | 74.77 | x     | x     | 75.13     |      |
| 6       | Mattias Jons           | Svezia      | 74.50 | 73.64 | x     | 74.56 | x     | 74.44 | 74.44     |      |
| 7       | Markus Esser           | Germania    | 74.18 | 73.26 | 73.00 | 74.49 | 72.23 | 74.43 | 74.49     |      |
| 8       | Jérôme Bortoluzzi      | Francia     | 73.89 | 74.49 | 73.10 | x     | 73.89 | 74.05 | 74.49     |      |
| 9       | Pavel Kryvitski        | Bielorussia | x     | x     | 73.67 |       |       |       | 73.67     |      |
| 10      | Olli-Pekka Karjalainen | Finlandia   | 69.97 | 73.08 | 73.48 |       |       |       | 73.48     |      |
| 11      | Marcel Lomnický        | Slovacchia  | 73.41 | x     | 72.97 |       |       |       | 73.41     |      |
|         | Oleksiy Sokyrskyy      | Ucraina     | x     | x     | x     |       |       |       | nm        |      |